# Gefell (Turingia)
Gefell è una città di 2 461 abitanti della Turingia, in Germania.
Appartiene al circondario della Saale-Orla.

## Geografia antropica

### Suddivisioni amministrative
Alla città di Gefell appartengono le frazioni (Ortsteil) di Blintendorf, Dobareuth, Frössen, Gebersreuth (con le località di Haidefeld, Mödlareuth e Straßenreuth), Göttengrün e Langgrün.